# Physcomitrium brevisetum
Physcomitrium brevisetum är en bladmossart som beskrevs av Mitten 1876. Physcomitrium brevisetum ingår i släktet huvmossor, och familjen Funariaceae. Inga underarter finns listade i Catalogue of Life.